# Wierzchy (gromada w powiecie poddębickim)
Wierzchy – dawna gromada, czyli najmniejsza jednostka podziału terytorialnego Polskiej Rzeczypospolitej Ludowej w latach 1954–1972.
Gromady, z gromadzkimi radami narodowymi (GRN) jako organami władzy najniższego stopnia na wsi, funkcjonowały od reformy reorganizującej administrację wiejską przeprowadzonej jesienią 1954 do momentu ich zniesienia z dniem 1 stycznia 1973, tym samym wypierając organizację gminną w latach 1954–1972.
Gromadę Wierzchy siedzibą GRN w Wierzchach utworzono – jako jedną z 8759 gromad na obszarze Polski – w powiecie sieradzkim w woj. łódzkim, na mocy uchwały nr 38/54 WRN w Łodzi z dnia 4 października 1954. W skład jednostki weszły obszary dotychczasowych gromad Wierzchy, Piotrów, Pudłów Stary, Pudłówek, Żerniki, Iwonie i Kraszyn oraz część dotychczasowej gromady Pudłów Nowy stanowiąca enklawy położone na terenie dotychczasowej gromadzie Pudłów Stary – ze zniesionej gminy Wierzchy w tymże powiecie. Dla gromady ustalono 15 członków gromadzkiej rady narodowej.
1 stycznia 1956 gromada weszła w skład nowo utworzonego powiatu poddębickiego w tymże województwie.
31 grudnia 1959 do gromady Wierzchy przyłączono obszar zniesionej gromady Charchów Pański.
Gromada przetrwała do końca 1972 roku, czyli do kolejnej reformy gminnej.